# Theo Schouten (kunstenaar)
Theo Schouten (Haarlem, 1949) is een Nederlandse abstract geometrisch beeldende kunstenaar werkzaam in Hindeloopen.

## Leven en werk
Theo Schouten wordt in 1949 geboren in Haarlem. Hij begint zijn loopbaan als etaleur en vervolgde met het ontwerpen en bouwen van interieurs in hotels en restaurants in binnen- en buitenland.
In 1995 gooit hij het roer om nadat hij door rugklachten zijn oude vak niet meer goed kan uitoefenen en wordt afgekeurd. Hij besluit zich volledig toe te leggen op het vervaardigen van kunst. Hij combineert zijn passie voor ontwerpen met zijn creativiteit, waarbij geometrie de basis vormt. Schouten is autodidact en laat zich inspireren door Mondriaan, Escher en Rietveld. De contrasten tussen rond, afgerond en hoekig, recht en rechtlijnig intrigeren hem en vormen de uitgangspunten in zijn werk.
Theo Schouten omschrijft zijn werk als driedimensionale, abstracte belevingen. Naast de primaire kleuren vormt schaduw een belangrijk onderdeel in zijn werk. Deze schaduw wordt gevormd door het driedimensionale karakter van zijn werk dat doorgaans wordt vervaardigd van ‘special board’ op schilderslinnen.
De kunstwerken van Theo Schouten vinden aanvankelijk de weg naar de klanten via galeries in de omgeving van Haarlem en al spoedig via landelijk en internationaal opererende galeries en kunstbeurzen. In 2019 krijgt Theo Schouten internationale erkenning wanneer hij de eerste prijs krijgt uitgereikt op de biënnale voor geometrische kunst in de Verenigde Staten. Het Museum of Geometric and MADI Art in Dallas verkiest Schouten tot winnaar uit meer dan 300 inzendingen van over de hele wereld en neemt werk van hem op in de museumcollectie.
Sinds 2013 is Theo gevestigd in het Friese stadje Hindeloopen, waar hij zijn atelier en een galerie heeft.

## Werk in openbare collecties (selectie)
- Musiom, Amersfoort
- Museum of Geometric and MADI Art, Dallas, Texas, Verenigde Staten

## Exposities (selectie)
- Europartfair, 2015 in Rotterdam
- Kunst aan de EE, 2016 in Woudsend
- First Art Fair, 2018 in Galerie de Vreugd en Hendriks in Amsterdam
- Kunstparade Heiloo, 2018 in Heiloo
- Galerie Beeldend Aktief, 2019 in Sneek
- Art Nordic, 2019 in Kopenhagen
- Kunst Wageningen, 2019 in Wageningen
- Biënnale: Origins in Geometry, 2019 in Dallas
- Galerie Lida Dijkstra, 2019 in Bergen
- Heemsteedse Kunstbeurs, 2020 in Heemstede
- Huntenkunst, 2020 in Ulft
- NULLLLL, 2020 in Amersfoort